# Leucrocuta petersi
Leucrocuta petersi är en dagsländeart som först beskrevs av Allen 1966.  Leucrocuta petersi ingår i släktet Leucrocuta och familjen forsdagsländor. Inga underarter finns listade i Catalogue of Life.